# 荷兰人 (电影)
《荷兰人》（英語：Dutchman）是一部於1966年上映的英國劇情片。電影由安東尼·哈維並由雪莉·奈特和小阿爾·弗里曼主演。它改編自阿米里·巴拉卡為戲劇《荷蘭人》創作的劇本。约翰·巴瑞負責配樂。電影講述了一名白人女性和黑人男性乘坐紐約市的地鐵。
雖然沒有廣泛放映，電影獲得好評且在威尼斯电影节入圍金獅獎，而奈特獲得沃爾庇杯最佳女演員獎。
波斯利·克勞瑟在《紐約時報》的評價中抱怨冗詞贅句，「至少五到十分鐘」是「拍攝空無一人的紐約地鐵站」。兩名主演「盡其所能地演出讓觀眾保持適度專注。然而整個事情歸結為一種沒有這種形式的一致性或信念乏味的辯論。」《Time Out》的評論稱電影為包含「傑出的演技」的「十分好的簡樸、尖銳的改編」。

## 角色
- 雪莉·奈特 飾 盧拉
- 小阿爾·弗里曼（英语：Al Freeman, Jr.） 飾 克雷

## 外部鏈接
- 互联网电影数据库（IMDb）上《荷兰人》的资料（英文）